# 艾伦·切斯尼
艾伦·切斯尼（英語：Alan Chesney，1949年4月28日—），新西兰前男子曲棍球运动员。他曾代表新西兰国家队参加1976年夏季奥林匹克运动会曲棍球比赛，获得一枚金牌。